# Schlappoltkopf
Der Schlappoltkopf, in anderer Schreibweise auch als Schlappoldkopf bezeichnet, ist ein 1968 m hoher Nebengipfel des Fellhorns an der Grenze des Allgäus (Deutschland) zu Vorarlberg, Österreich. Mit den benachbarten Gipfeln Söllereck, Söllerkopf und Fellhorn trennt der Kamm, in dem er steht, das Stillachtal vom Kleinwalsertal.
Dieser Kammabschnitt gilt als eines der schönsten Blumenparadiese in Deutschland. Südlich des Gipfels liegt der Schlappoltsee, der durch den Schlappoltbach in die Stillach entwässert.